# 韓国海军潜艇司令部
海軍潛艇司令部（韓語：해군잠수함사령부、英語：ROK Navy Submarine Force Command），是韓国海軍作戰司令部的旗下潛艇司令部，有22艘潛艦，分別為張保皋級潛艦、孫元一級潛艦與島山安昌浩級潛艇。

## 戰團
潛艇司令部下轄八個戰團
- 第91潜艇戰團（1995年10月1日，創設）
- 第92潜艇戰團（1997年3月2日，創設）
- 第93潜艇戰團
- 第95潜艇戰團（2008年10月1日，創設）
- 第96潜艇戰團
- 第97潜艇戰團（2017年2月1日，創設）
- 第99潛艇戰團
- 第909教育訓練戰團

## 圖集

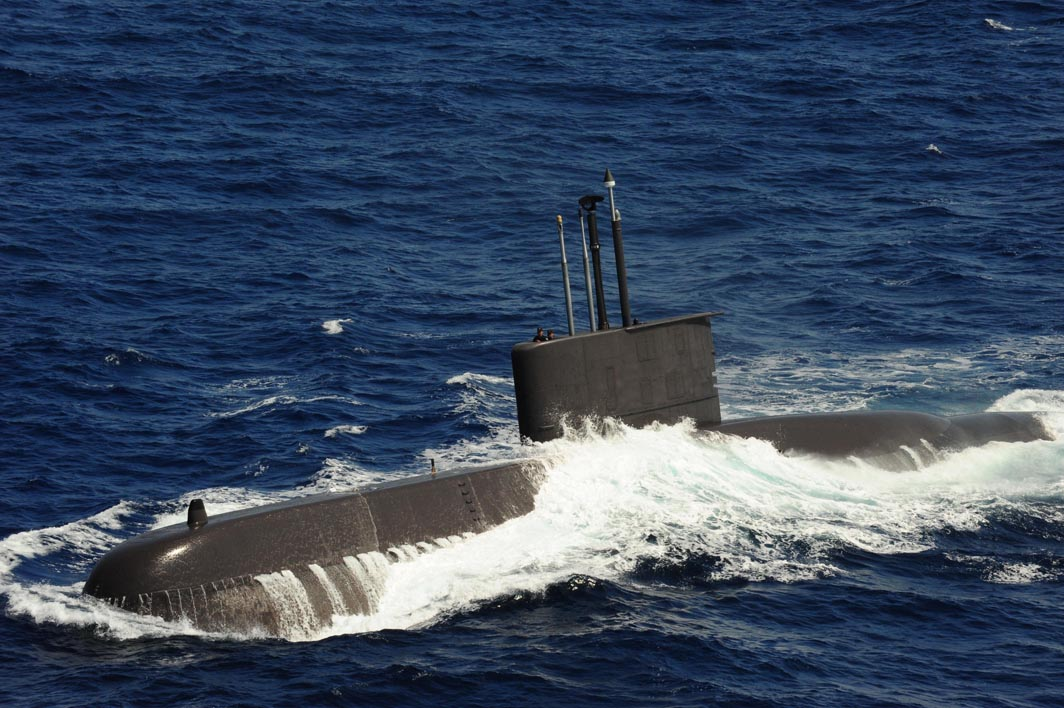
張保皋級潛艦
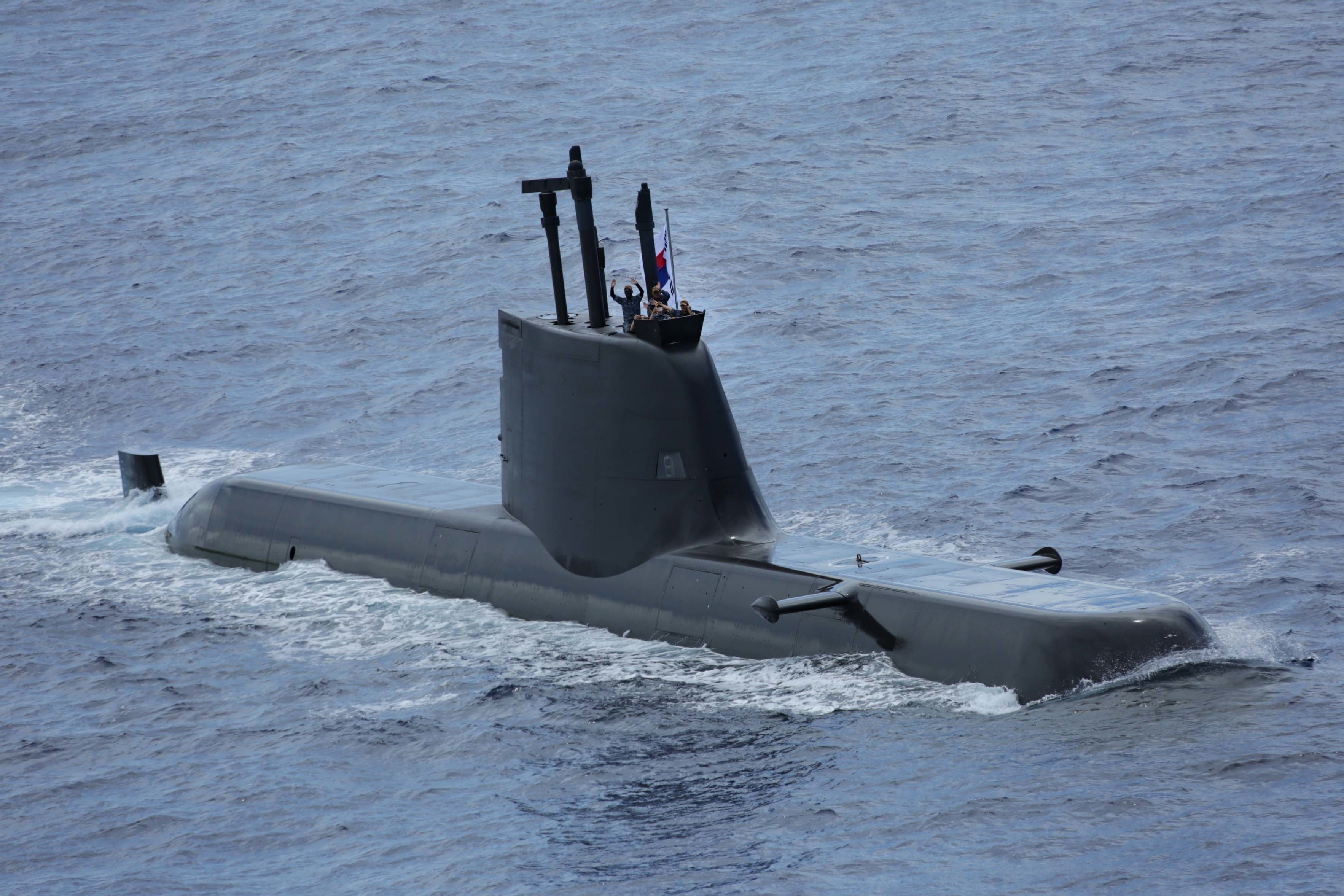
孫元一級潛艦
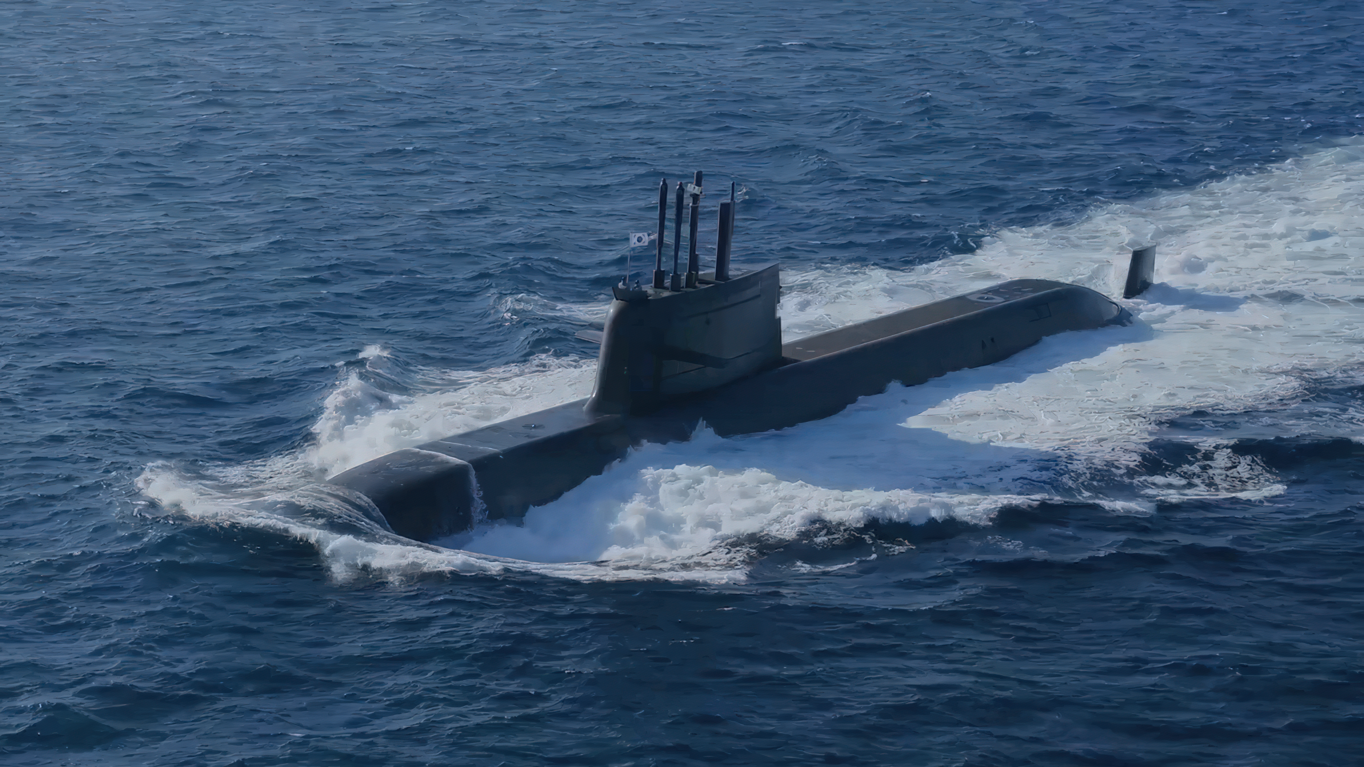
島山安昌浩級潛艇